# Гайленкирхен
Гайленкирхен (нем. Geilenkirchen) — город в Германии, в земле Северный Рейн-Вестфалия, входит в состав района Хайнсберг.
Население составляет 26626 человек (на 31 декабря 2013 года). Занимает площадь 83,2 км².

## Название
Название Гайленкирхен берёт своё начало от деревянной церкви, воздвигнутой предположительно франком Гайло (Geilo). Из-за необычного звучания (нем. geil — похотливый, (сладо)страстный; и нем. Kirche — церковь) воспитанников католической семинарии в округе дразнили производными от «eclesia erotica».

## История
По археологическим данным поселение возникло в VI—VII веке на левом берегу реки Вурм при броде, используемом ещё во времена Римской империи.
Первое письменное упоминание о Гайленкирхене встречается в 1170 году в документах архиепископа Филиппа I Хайнсбергского.

## Достопримечательности
- Замок Трипс

## Городской округ
Гайленкирхен также образует городской округ, состоящий из 13 районов, куда входят 30 населённых пунктов:
1. Гайленкирхен, Хюнсовен[нем.], Баухем[нем.];
2. Бек[нем.];
3. Гилльрат[нем.], Гаттерат[нем.], Нирштрас[нем.], Паннешопп[нем.];
4. Гротенрат[нем.];
5. Иммендорф[нем.], Ваурихен[нем.], Апвайлер[нем.];
6. Краудорф[нем.], Нирм[нем.], Когенбройх[нем.], Ховен[нем.];
7. Линдерн[нем.];
8. Нидерхайд[нем.];
9. Пруммерн[нем.];
10. Зюггерат[нем.];
11. Теверен[нем.], Бокет[нем.];
12. Трипсрат[нем.], Хоххайд[нем.], Ришден[нем.];
13. Вюрм[нем.], Лайффарт[нем.], Флахштрас[нем.], Мюллендорф[нем.], Хонсдорф[нем.].

## Галерея
- Гайленкирхен на карте района
- Церковь в Гайленкирхене
- Ж/д станция Гайленкирхена
- Польский Су-22 на авиабазе НАТО